# Country Music DJ Hall of Fame
Ne doit pas être confondu avec Country Music Hall of Fame.
Le Country Music DJ Hall of Fame est un Temple de la renommée américain qui rend hommage aux DJ et animateurs radio de leur pays pour leurs réalisations exceptionnelles dans le domaine de l'enregistrement en musique country.

## Historique
Le Temple de la renommée de la musique country a été créé en 1974 par Chuck Chellman. Chellman, lui-même impliqué dans l'industrie de la musique, s'est rendu compte qu'il n'y avait pas de reconnaissance ou de prix pour les personnalités de la radio. Avec Don Pierce, il commence alors à mettre en place ce Temple de la renommée qu'il fonde à Nashville (Tennessee).
Ce Hall of Fame est exploité par la Company of Country Radio Broadcasters. Les premiers honorés furent en 1975 Eddie Hill, Nelson King et Grant Turner. En 1986, 1987 et 1997, il n'a pas été attribué.
Le Radio Hall of Fame a été fondé en 2001 et honore les personnalités de la radio.

## Lauréats
DJ Hall of Fame
- 1975 : Eddie Hill, Nelson King, Gran Turner
- 1976 : Joe Allison, Randy Blake
- 1977 : Lowell Blanchard, Hugh Cherry
- 1978 : Biff Collie, Hal Horton
- 1979 : Pete Hunter, Paul Kalinger, Cliffie Stone
- 1980 : T. Tommy Cutrer, Bob Jennings, Skeet Yaney
- 1981 : King Edward IV, Charlie Walker
- 1982 : Jim Christie, Bill Mack, Smokey Smith
- 1983 : Len Ellis, Hap Wilson
- 1984 : Bill Lowery, Bob Neal
- 1985 : Lou Shriver, Hap Wainwright,
- 1988 : Tex Justus, Tom Perryman
- 1989 : Ralph Emery, Don Owens
- 1990 : Tom Reeder, Texas Bill Strength
- 1991 : Billy Parker, Sammy Taylor
- 1992 : Jay Hofer, Mike Oatman
- 1993 : Wayne Raney, Larry Scott
- 1994 : Charlie Douglas, Slim Willet
- 1995 : Hairl Hensley, Hiram Higsby, Mike Hoyer
- 1996 : Dugg Collins, John Trotter
- 1998 : Bob Kingsley, Frank Page, Lee Shannon, Paul Simpkins, Marty Sullivan
- 1999 : Rosalie Allen, Ted Cramer, Joe Rumore, Dandelion Seese, Dave Stone, Ray Woolfenden
- 2000 : Dave Donahue, Bob Grayson, Lee Moore, Smokey Stover, Romeo Sullivan, Johnny Western
- 2001 : Terry Burford, Dale Eichor, Joe Flint, Rhubarb Jones, Chris Lane
- 2002 : Lee Arnold, J.D. Cannon, Billy Cole, Joe Hoppel, Buck Wayne
- 2003 : Bob Cole, Duke Hamilton, Dick Haynes, W. Steven Martin
- 2004 : Jaybird Drennan, Bob Duchesne, Jerry King, Dr. Bruce Nelson, Uncle Don Rhea
- 2005 : Lonnie Bell, Coyote Calhoun, Dan Hollander, Johnny “K” Koval, Bob Mitchell
- 2006 : Terry Dorsey, Lon Helton, Arch Yancey
- 2007 : Joe Ladd, Big John Trimble
- 2008 : Bill Cody, Bob Robbins
- 2009 : Chuck Collier, Gerry House
- 2010 : Bill Bailey, Laurie DeYoung, Rudy Fernandez
- 2011 : Dale Carter, Barry Kent, Lee Rogers
- 2012 : Moby, Eddie Stubbs, Bill Whyte
- 2013 : Dr. Don Carpenter, Crook & Chase, Eddie Edwards
- 2014 : Jim Denny, Paul Schadt
- 2015 : Randy Carroll, Karen Dalessandro, Mike Kennedy
- 2016 : Lisa Dent, Blair Garner, Mike & Dana Schuff
- 2017 : Joe Wade Formicola, Good Morning Guys, Linda Lee, Jim Mantel
- 2018 : Andy Ritchie, Alison Mencer, Steve Harmon, Scott Evans, Bill Barrett, Tim Fox, Tracy Berry

Radio Hall of Fame
- 2001 : Mike Lynch
- 2002 : Jack Cresse, Doug Mayes
- 2003 : Dan McKinnon
- 2005 : Mack Sanders, Bill Ward
- 2006 : Jonathan Fricke, Ed Salamon
- 2007 : Les Acree, Larry Daniels, Bob Moody
- 2008 : Jaye Albright, Bobby Kraig, Michael Owens
- 2009 : Bob McKay, Moon Mullins
- 2010 : Cy Blumenthal, Dan Halyburton, Michael Hammond
- 2011 : Charlie Cook, Dene Hallam, Bill Payne
- 2012 : Beverlee Brannigan, Ron Rogers, Rusty Walker
- 2013 : Gaylon Christie
- 2014 : Mike Brophey, Larry Wilson
- 2015 : Joel Raab, Sammy George
- 2016 : Mick Anselmo, Kerby Confer, Jack Reno, Tim Roberts, Jim Slone
- 2017 : Tim Closson, Charlie Ochs, Mel Owens
- 2018 : Michael O’Malley, Lisa McKay